# Raionul Siverskodonețk, Luhansk
Siverskodonețk (în ucraineană Сіверськодонецький район, transliterat: Siverskodonețkîi raion) este un raion în regiunea Luhansk, Ucraina. Are reședința la Siverskodonețk.
Are o suprafață de 2.693,2 km². Populația este de 375.800 locuitori, determinată în 2020.